# La Maîtresse au piquet
La Maîtresse au piquet est un roman de Jean Anglade publié en 1996.

## Résumé
En 1993, Frédérique quitte Paris pour être institutrice remplaçante à Antaillat, hameau de Issoire (63). Elle rencontre Yamina qui s'est convertie secrètement au christianisme. Puis Marie, 35 ans, qui garde quelques chèvres et veut se marier à Picandet, agriculteur, qu'elle décide à fonder un GAEC. Elle a un accident de voiture et rencontre Vincent qui a prévenu les secours. Ils se marient et adoptent un enfant.